# La Rochelle
La Rochelle (IPA [laʁɔˈʃɛl]) è un comune francese di 77 210 abitanti, capoluogo del Charente Marittima in Nuova Aquitania.
Era nota in italiano storico come la Roccella, da cui l'aggettivo "roccellese" per riferirsi ai suoi abitanti.

## Geografia fisica

### Territorio
La Rochelle è situata a 480 km da Parigi, sull'oceano Atlantico ed è sede di un importante porto. La protezione naturale dovuta alle isole presenti davanti alla città vi ha favorito da sempre l'approdo tranquillo delle navi anche in caso di maltempo.
Mentre la pesca è sempre rimasta a carattere artigianale, il terziario si è sempre più evoluto, di pari passo alla progressiva perdita di importanza del porto stesso. Dal 1988 un ponte unisce la terraferma all'isola di Ré.

### Clima
Sebbene situata alla stessa latitudine, ad esempio, di Montréal in Canada o delle Isole Curili nell'oceano Pacifico, la città gode di un clima mite.
| La Rochelle         | Mesi | Mesi | Mesi | Mesi | Mesi | Mesi | Mesi | Mesi | Mesi | Mesi | Mesi | Mesi | Stagioni | Stagioni | Stagioni | Stagioni | Anno |
| La Rochelle         | Gen  | Feb  | Mar  | Apr  | Mag  | Giu  | Lug  | Ago  | Set  | Ott  | Nov  | Dic  | Inv      | Pri      | Est      | Aut      | Anno |
| ------------------- | ---- | ---- | ---- | ---- | ---- | ---- | ---- | ---- | ---- | ---- | ---- | ---- | -------- | -------- | -------- | -------- | ---- |
| T. max. media (°C)  | 8,5  | 9,4  | 13,1 | 15,8 | 18,9 | 21,9 | 23,5 | 23,7 | 21,9 | 17,5 | 12,2 | 9,3  | 9,1      | 15,9     | 23,0     | 17,2     | 16,3 |
| T. min. media (°C)  | 3,1  | 3,2  | 5,4  | 7,4  | 10,2 | 13,5 | 15,4 | 15,7 | 13,6 | 9,9  | 6,5  | 4,1  | 3,5      | 7,7      | 14,9     | 10,0     | 9,0  |
| Precipitazioni (mm) | 73   | 61   | 51   | 47   | 56   | 50   | 42   | 56   | 67   | 75   | 97   | 87   | 221      | 154      | 148      | 239      | 762  |

## Storia

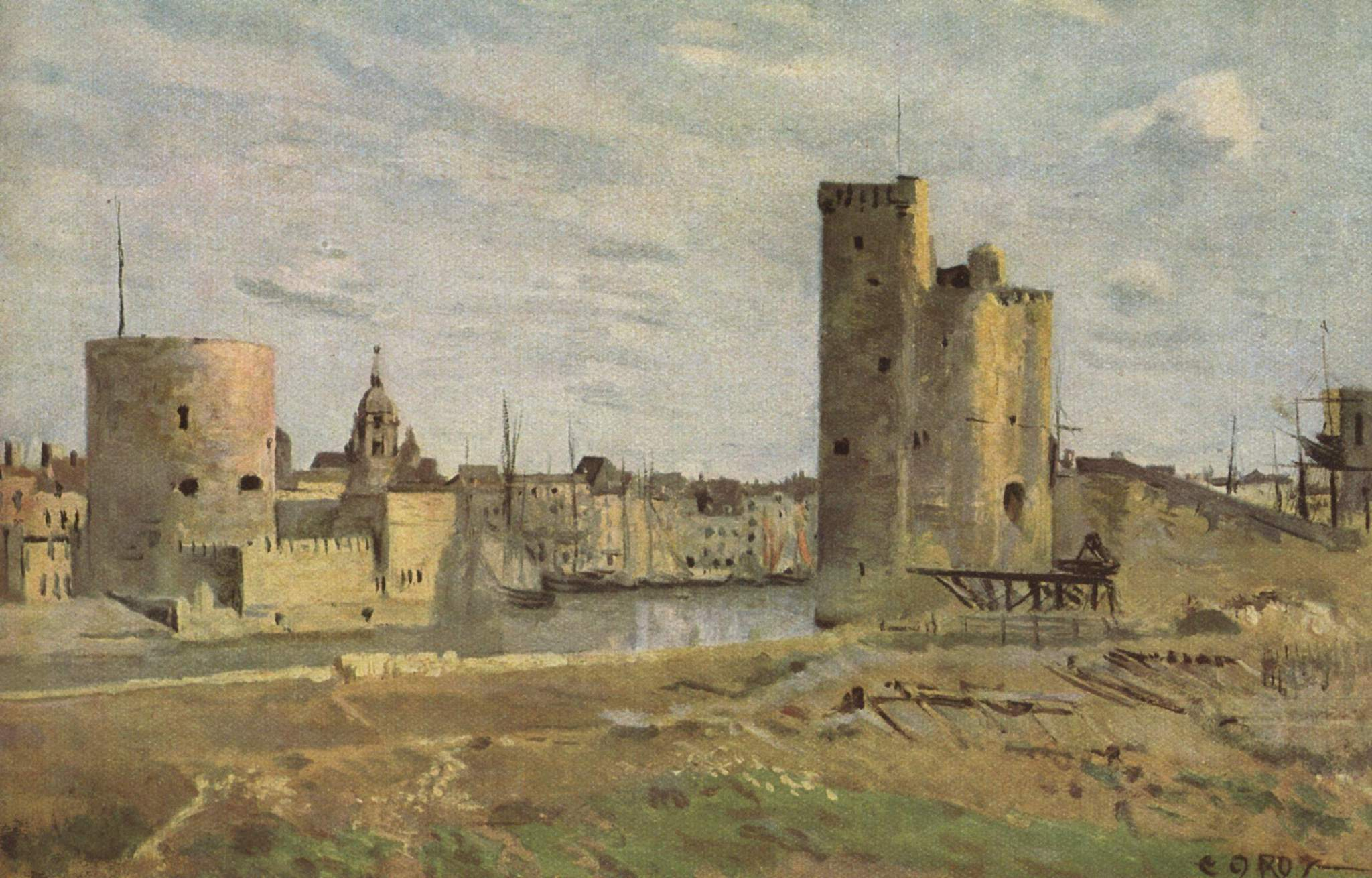
La Rochelle, Jean-Baptiste Camille Corot, 1851.

La città si ritiene sia stata fondata solo nel X secolo mentre precedentemente esistevano soltanto dei piccoli insediamenti al tempo dei galli. Tra il XII e il XIII secolo gli itinerari dei Cavalieri templari convergevano tutti su La Rochelle, facendola diventare il loro porto sull'Atlantico, e ancora oggi un quartiere cittadino li ricorda con nomi come rue de Temple, la rue des Templiers, la cour du Temple...
Dopo essere stato trasformato in porto libero nel 1137 da Guglielmo X di Aquitania, l'impianto divenne il più importante lungo la costa atlantica grazie ai commerci soprattutto di vino e sale.
Durante la Guerra dei cent'anni, in seguito al Trattato di Brétigny, la città passò sotto il dominio inglese. Tuttavia nel 1372 fu teatro della battaglia navale di La Rochelle, che vide l'espulsione dell'esercito inglese da parte dei castigliani.

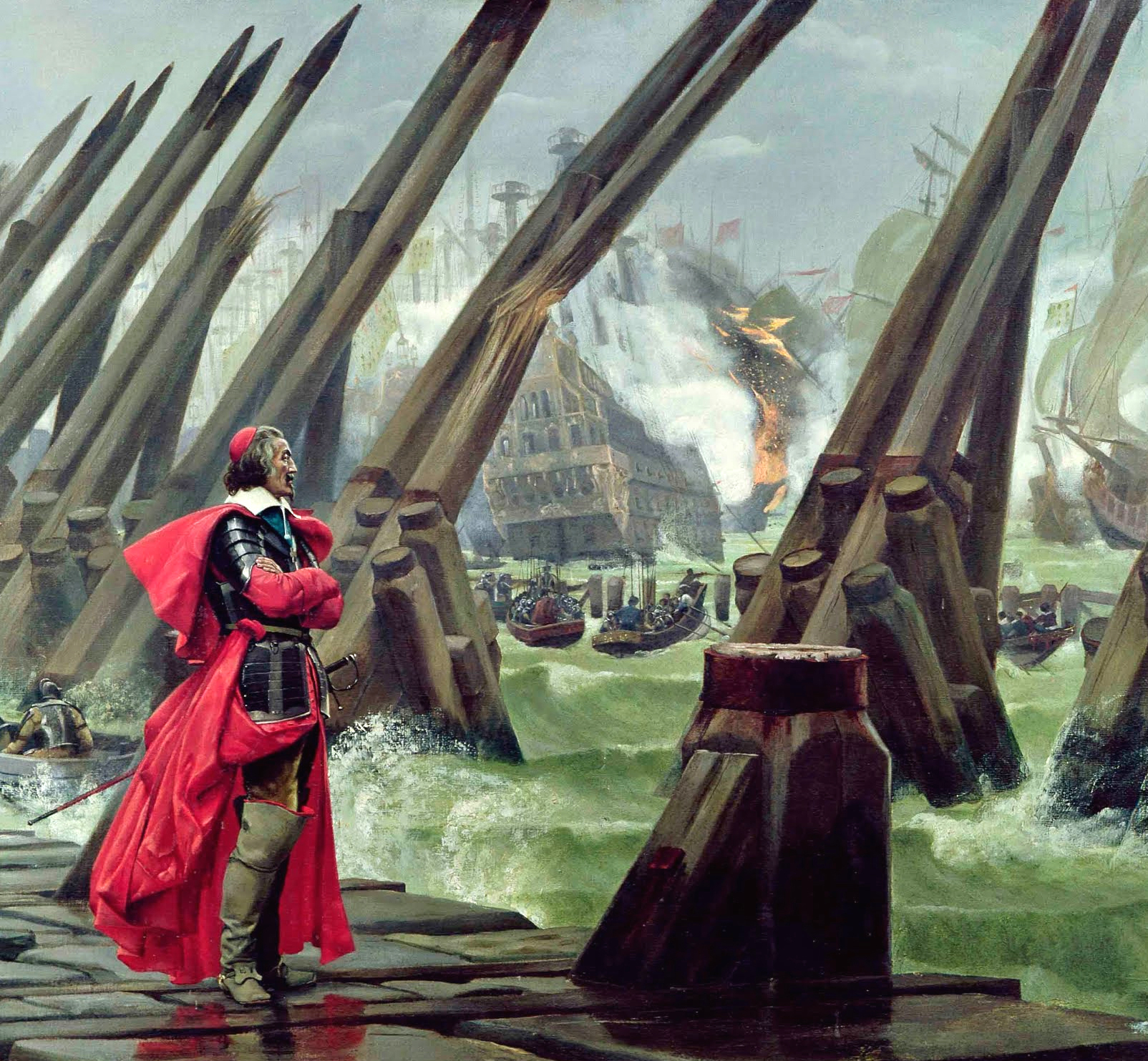
Il cardinale Richelieu durante l'assedio.

Durante il Rinascimento La Rochelle sposa le idee riformate e, a partire dal 1598, anno in cui Enrico IV di Francia emana l'Editto di Nantes, diventa un centro importante degli ugonotti vivendo un periodo di nuova prosperità e libertà fino al 1620. I contrasti con il re Luigi XIII di Francia ed il suo consigliere cardinale Richelieu portarono ad un lungo assedio della città da parte delle truppe francesi. La Rochelle, grazie allo sbocco sul mare e al supporto dell'Inghilterra protestante, resistette per ben 14 mesi all'assedio prima di capitolare il 1º novembre 1628. A seguito della sconfitta la città perse gran parte dei suoi privilegi e buona parte della popolazione fu costretta ad emigrare, anche in seguito alla revoca dell'Editto di Nantes da parte del re Luigi XIV.
Nel 1641 La Rochelle ha dato i natali ad Etienne Truteau, un falegname che emigrò in Quebec, avo dei primi ministri del Canada Pierre Trudeau e Justin Trudeau..
Altre date importanti per La Rochelle sono il 1648, quando divenne sede episcopale, e il 1719 quando venne aperta la prima Camera di commercio. Nel 1810 divenne anche sede di prefettura mentre nello stesso periodo fiorivano numerosi traffici verso le regioni francofone del America del Nord (Canada ed Antille).
Durante la seconda guerra mondiale la Germania nazista vi costruì un'importante base per sommergibili; per la strenua difesa di questa roccaforte la città fu di fatto l'ultima città francese ad essere conquistata dagli Alleati.

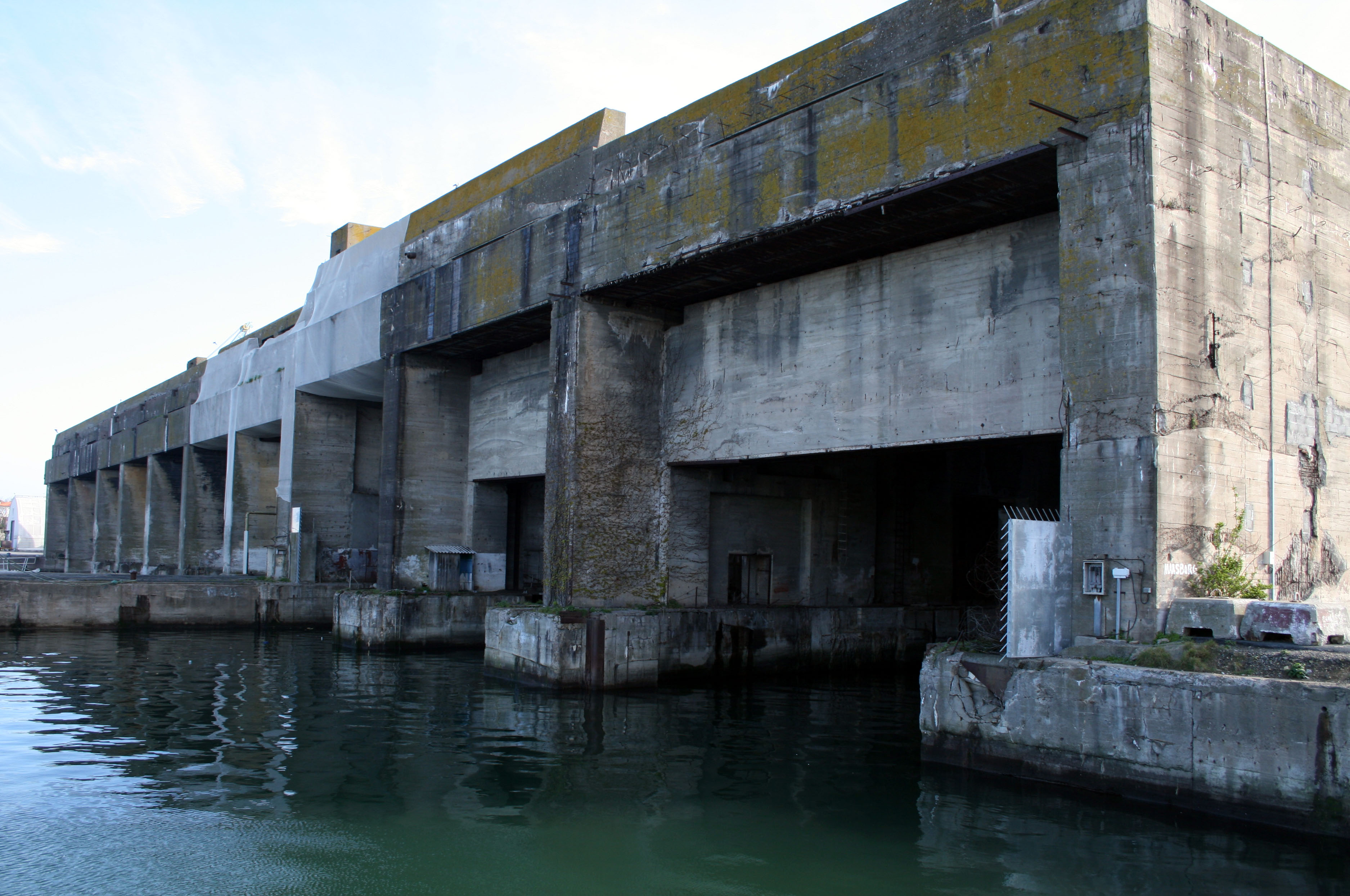
La base sommergibili di La Rochelle

## Amministrazione

### Cantoni
Fino al 2014 il territorio comunale della città di La Rochelle era ripartito su 9 cantoni:
- Cantone di La Rochelle-1: comprende parte della città di La Rochelle
- Cantone di La Rochelle-2: comprende parte della città di La Rochelle
- Cantone di La Rochelle-3: comprende parte della città di La Rochelle
- Cantone di La Rochelle-4: comprende parte della città di La Rochelle
- Cantone di La Rochelle-5: comprende parte della città di La Rochelle e i comuni di Esnandes, Marsilly, Puilboreau e Saint-Xandre
- Cantone di La Rochelle-6: comprende parte della città di La Rochelle
- Cantone di La Rochelle-7: comprende parte della città di La Rochelle
- Cantone di La Rochelle-8: comprende parte della città di La Rochelle e i comuni di Dompierre-sur-Mer e Périgny
- Cantone di La Rochelle-9: comprende parte della città di La Rochelle e i comuni di L'Houmeau, Lagord e Nieul-sur-Mer

A seguito della riforma approvata con decreto del 27 febbraio 2014, che ha avuto attuazione dopo le elezioni dipartimentali del 2015, il territorio comunale della città di La Rochelle viene ripartito su 3 cantoni:
- Cantone di La Rochelle-1: comprende parte della città di La Rochelle
- Cantone di La Rochelle-2: comprende parte della città di La Rochelle
- Cantone di La Rochelle-3: comprende parte della città di La Rochelle

Nessun altro comune è incluso nei tre cantoni.

### Gemellaggi
- Essaouira
- Lubecca
- New Rochelle
- Petrozavodsk
- Santiago de Figueiró

## Società

### Evoluzione demografica
Abitanti censiti

## Economia
- Costruzioni ferroviarie

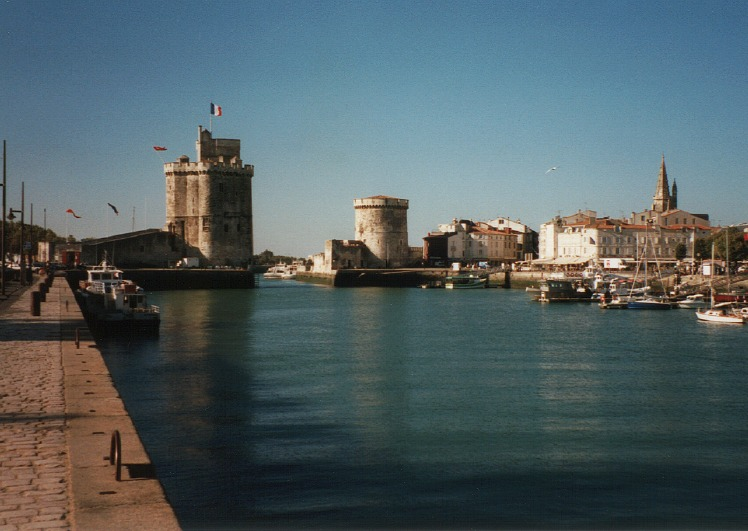
Vista del vecchio porto

- Costruzioni navali; nato come arsenale marittimo, la produzione di barche a vela è stata rilevante in tempi recenti; ad esempio i cantieri Mallard produssero nella prima metà degli anni settanta molte centinaia di esemplari della Ecume de Mer.
- Porto per le imbarcazioni da diporto des Minimes (secondo porto francese di questo tipo dopo Marsiglia).
- Porto industriale nel quartiere La Pallice
- Porto da pesca di Chef de Baie.
- Un'università nata nel 1993.
- A La Rochelle vi è un importante stabilimento Alstom dove viene costruito il treno ad Alta Velocità Italo.

## Educazione e ricerca
La città conta più di 10.200 studenti (di cui più di 6.000 all'università) nel 2005 2006.

### Insegnamento superiore

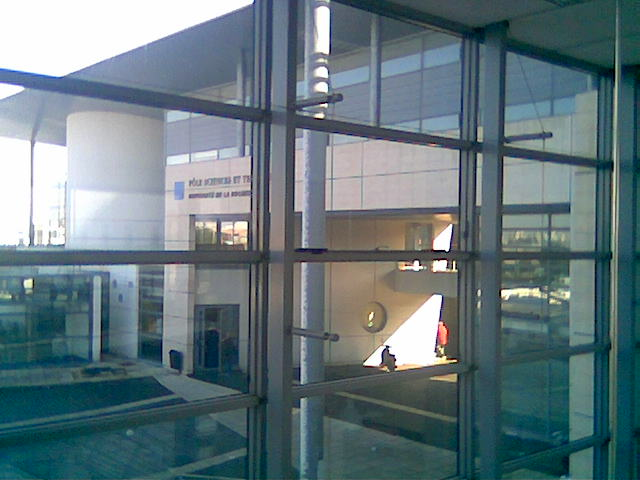
Università di scienze.

L'università della Rochelle creata nel 1993 ospita più di 7000 studenti ogni anno. La città ospita la business school La Rochelle Business School.

## Cultura
- Ogni estate dal 1985, la città accoglie il festival delle francofolies.
- Dal 1973, si svolge il Festival internazionale del cinema, il secondo per importanza e numero di visitatori, in Francia, dopo il Festival di Cannes.[senza fonte]
- Annualmente è sede di un Festival di musica jazz.
- Dal 2006 ospita il Sunny Side of the Doc, il più importante mercato internazionale del documentario a livello europeo.
- Possiede un importante museo marittimo dove è custodita anche la nave oceanografica Calypso utilizzata per le sue esplorazione da Jacques-Yves Cousteau.

## Monumenti e luoghi d'interesse
- La Tour de la Chaîne

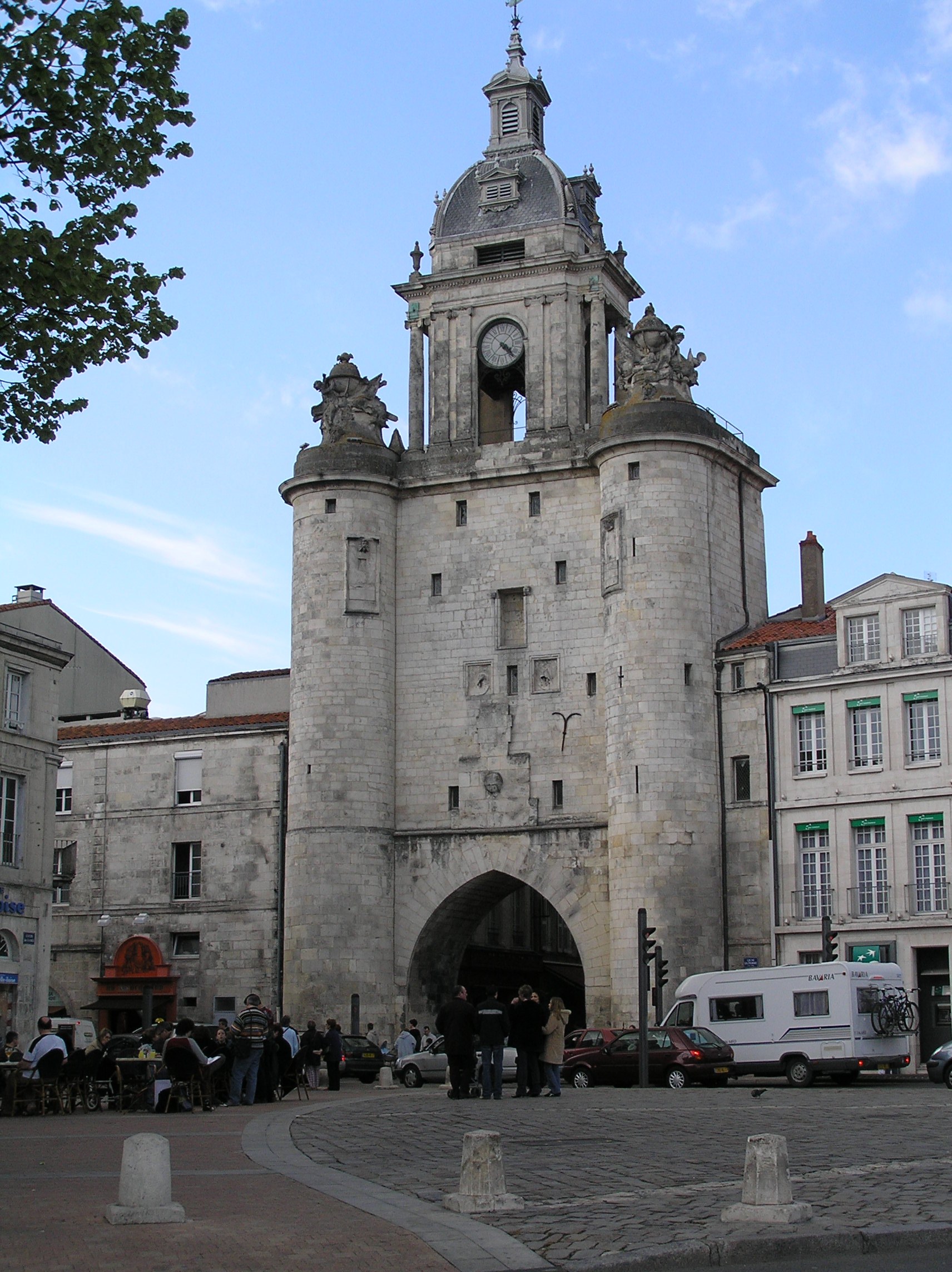
La torre del grande orologio

- Cathédrale Saint-Louis de la Rochelle
- L'Aquarium
- L'Hôtel de Ville
- La Tour Saint-Nicolas
- La Tour de la Grosse Horloge
- La Tour de la Lanterne
- Monumento a Guy-Victor Duperré (1775-1846)[8]

## Sport
Il più noto club sportivo della città è la squadra di rugby dello Stade rochelais, nel 2022 laureatosi campione d'Europa; in ambito professionistico ha anche un club di pallacanestro e uno di pallamano.

## La Rochelle nella cultura di massa

### Narrativa
- L'assedio a La Rochelle è narrato nel romanzo I tre moschettieri di Alexandre Dumas.
- La Rochelle è molto conosciuta in Inghilterra per essere citata in un'importante serie di libri di testo sulla lingua francese (Tricolore) dove il personaggio principale e la sua famiglia abitano in questa città.
- A La Rochelle sono ambientati alcuni romanzi di George Simenon: "Il testamento Donadieu" (1937) "Il viaggiatore del giorno dei Morti" (1941) e "I fantasmi del cappellaio"(1948), il primo dei quali scritto in Provenza, il secondo a Fontenay-le-Comte e il terzo in Arizona.
- Inoltre a La Rochelle è ambientata una parte dell'avventura di Tintin intitolata "Le sette sfere di Cristallo" ne Le avventure di Tintin.

### Cinema e televisione
- È ambientato a La Rochelle il film 50 primavere (titolo originale: Aurore) diretto da Blandine Lenoir (2017).
- La serie televisiva franco-tedesca Das Boot tratta dell'attività della Resistenza francese a La Rochelle, oltre che delle vicende del sommergibile tedesco U 612.
- La serie televisiva tedesca 8 giorni alla fine ambienta inizialmente a La Rochelle il punto di impatto dell'asteroide Horus che minaccia la fine dell'uminità.
- La serie televisiva Francese Foudre, in Italia conosciuta come Summer Crush, è ambientata per una parte a La Rochelle, città di nascità del protagonista "Alex Nelkà".

### Altro
- Nel videogioco Commandos 2: Men of Courage viene ricordata la base di La Rochelle dei sommergibili tedeschi, gli U-Boot, che durante la seconda guerra mondiale davano la caccia ai convogli di rifornimento alleati verso l'Inghilterra, con l'ambientazione delle prime 2 missioni nella base.